# Железнодорожная Казарма 253 км
Железнодоро́жная Каза́рма 253 км, 253 км — посёлок в Алтайском крае России. Входит в городской округ город Барнаул. Административно подчинён Лебяжинской сельской администрации, до 30.10.2020 Центральной сельской администрации Центрального района города Барнаула.

## География
Расположен примерно в 15 км к юго-западу от Барнаула около ленточного бора и примыкает к посёлку Черницк.

## История
Посёлок возник благодаря строительству железнодорожной ветки Барнаул — Кулунда.

## Население
| 1997 | 1998 | 1999 | 2000 | 2001 | 2002 | 2003 | 2004 | 2005 | 2006 | 2007 | 2008 |
| ---- | ---- | ---- | ---- | ---- | ---- | ---- | ---- | ---- | ---- | ---- | ---- |
| 8    | ↗11  | →11  | →11  | ↘10  | ↘9   | →9   | ↗10  | →10  | →10  | ↘7   | ↗8   |
| 2009 | 2010 | 2011 | 2012 | 2013 |      |      |      |      |      |      |      |
| →8   | ↘4   | ↗5   | →5   | →5   |      |      |      |      |      |      |      |

Национальный состав
Согласно результатам переписи 2002 года, в национальной структуре населения русские составляли 100 % от 8 чел.

## Инфраструктура
Путевое хозяйство Западно-Сибирской железной дороги.
Все услуги жители остановочного пункта получают в ближайших населённых пунктах.

## Транспорт
253 км доступен автомобильным и железнодорожным транспортом.
Проходит автодорога Калманка — Новороманово — Лебяжье (Идентификационный номер 01 ОП РЗ 01К-59).
В новый генеральный план развития Барнаула включено строительство обводной магистрали, включавшее и железнодорожную казарму 253 км.